# 龙江颂
龙江颂是中国在20世纪文化大革命期间的一个京剧剧目，被列为样板戏、红色经典之一。

## 历史
1963年福建漳州的位于九龙江上游的玉枕大队，牺牲局部利益抗旱，当地文艺团体创作了芗剧《碧水赞》。剧作者江文、陈曙等创作了话剧《龙江颂》。1964年又被上海新华京剧团改编成京剧《龙江颂》。主线是歌颂共产主义风格。毛泽东夸奖它是：“为八亿农民写了一出好戏”。文革中主抓上海文艺宣传的张春桥另行组建《龙江颂》剧组，江青将剧中的主角由一个男书记变成女书记，还加进了阶级斗争的线索。

## 故事情节
大跃进失败后不久，1963年，中国东南沿海某地农村大旱，某人民公社龙江生产大队中共党支部书记江水英组织大家学习中共八届十中全会的精神，要在村边的九龙江上建坝提高水位，牺牲本村的三百亩良田，引水给后山干旱地区的九万亩地。从前后山地主的手下王国禄在共产党镇压了地主之后掩名埋姓在龙江大队潜伏，成了烧窑师傅黄国忠，挑唆大队长李志田反对牺牲局部利益。江水英识破王国禄的身份，将其逮捕。后山农业丰收后替龙江大队交税（公粮）。

## 场次
第一场：承担重任；
第二场：丢卒保车；
第三场：会战龙江；
第四场：窑场斗争；
第五场：抢险合龙；
第六场：出外支援；
第七场：后山访旱；
第八场：闸上风云；
尾　声：丰收凯歌。

## 流行唱段
争做时代的新闯将、手捧宝书满胸暖、但愿得龙江水早到后山、为人类求解放、让革命的红旗插遍四方

## 其他艺术形式
- 1972年上海越剧院：《龙江颂》
- 彩色舞台艺术影片《龙江颂》：谢铁骊执导，钱江摄影，李炳淑主演。和《奇袭白虎团》同期发行。
- 多种小人书以此为主题。
  - 连环画《龙江颂》, 上海人民美术出版社出版，改编：周云发 王良莹；绘画：邹越非 钱生发 李绍然 罗盘 韩敏